# Ellerbek (Szlezwik-Holsztyn)
Ellerbek – miejscowość i gmina w Niemczech w kraju związkowym Szlezwik-Holsztyn, w powiecie Pinneberg, wchodzi w skład urzędu Pinnau.